# Herman Goovaerts

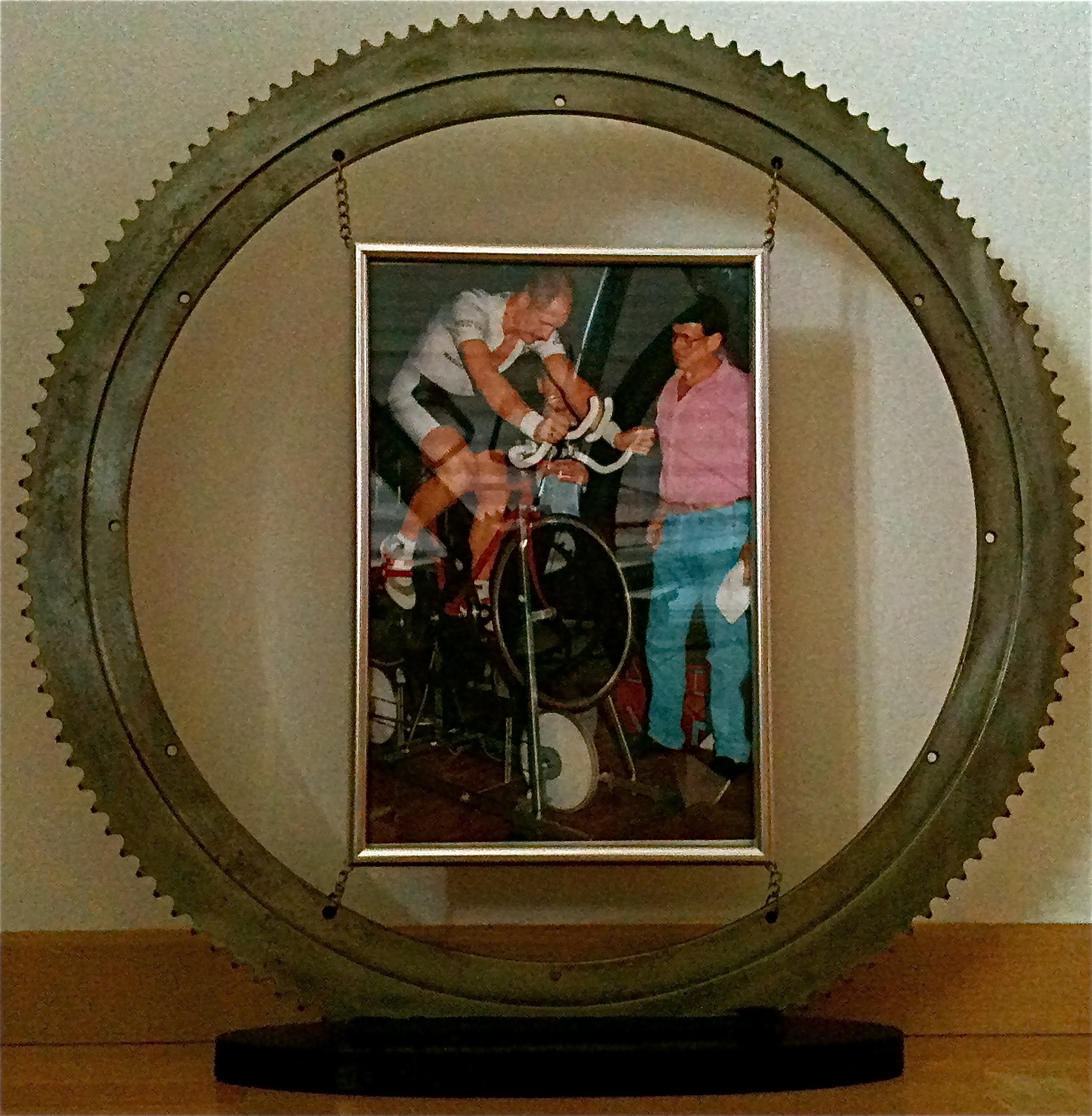
Herman Goovaerts tijdens het uurrecord op rollen en het daarvoor gebruikte voorste tandwiel

Herman Goovaerts (Zemst, 22 oktober 1951) is drievoudig recordhouder fietsen op zowel losse als vaste rollen in het Guinness Book of Records.

## Records

### Eerste
Het eerste record betreft een duurrecord van 53 uren met de fiets los op rollen. Dit had plaats in het jaar 1982 gedurende de periode 22 oktober - 24 oktober. Per uur fietsen mocht 10 minuten worden gerust.

### Tweede
Het tweede record betreft het wereldrecord fietsen op vaste rollen gedurende 24 uur. Dit had plaats in het jaar 1986 gedurende de periode 26 april-27 april. De tot dan toe verwezenlijkte records bedroegen:
- Belgisch record: 1597,68 kilometer
- Europees record: 2511,24 kilometer
- Wereldrecord: 2824,20 kilometer

De proef was zo opgevat dat de Heer Herman Goovaerts gedurende vierentwintig uur telkens met periodes van 50 minuten fietste en daarna telkens 10 minuten rust nam. In de zaal waren formulieren aanwezig om uur per uur het aantal afgelegde kilometer op te nemen, alsook de naam en het adres van drie getuigen, die tekenden voor echtheid van hun vaststelling. De totale afgelegde afstand door de verzoeker bedroeg aldus in de tijdspanne van 24 uur, van zaterdag 26 april 1986, 15.00 uur tot zondag 27 april 1986, 15.00 uur: 2907 kilometer.
Pittig detail, tijdens de recordpoging verloor Herman Goovaerts 9 kilogram van zijn lichaamsgewicht.

### Derde
Het derde record betreft het uurrecord fietsen op vaste rollen. Dit had plaats in het jaar 1994 op 25 september van 19 tot 20 uur. Toenmalig record stond op 237,466 km en werd scherper gesteld tot 239,888 km, een verbetering met 2422 meter. Dit gebeurde met een verzet van 130 tanden vooraan en 7 achteraan.

## Vermeldingen
Bovenstaande records staan vermeld in onder andere:
- Het Groot Guinness Record Boek 1986.
- Het Groot Guinness Record Boek 1987.
- Het Groot Guinness Record Boek met Nederlandse en Belgische records.
- Het Nieuwe Guinness Record Boek 96.
- Talrijke artikels in lokale en nationale kranten.

Anno 2011 is de fysieke paraatheid van de op dat moment 59-jarige Belg nog steeds van goed kaliber. Bij een sporttest afgelegd in het VZW te Bonheiden werd nog steeds een VO2-Max vastgesteld van boven de 60.